# Багамские Острова на летних Олимпийских играх 2008
Багамские Острова принимали участие в Летних Олимпийских играх 2008 года в Пекине (Китай) в четырнадцатый раз за свою историю, и завоевали одну бронзовую и одну серебряную медали. Сборную страны представляло 25 спортсменов, в том числе 9 женщин.

## Серебро
- Лёгкая атлетика, мужчины, 4х400 метров — Андретти Бейн, Майкл Мэтью, Андре Уильямс, Крис Браун, Авард Монкур, Рамон Миллер.

## Бронза
- Лёгкая атлетика, женщины, 200 метров — Ливан Сэндс.